# Közösségszervezés
A közösségszervezés az a folyamat, amely során az egymás közelében élő vagy azonos önérdekkel rendelkező emberek csoportot alapítanak, hogy változást érjenek el a közösség számára fontos ügyekben. A csoport a politikai, gazdasági területen dolgozó döntéshozók, a demokratikus részvétel és a társadalmi igazságosság jegyében megoldást javasol, és véleményt nyilvánít a döntéshozatali folyamat során. Egyezségre törekeszik, de szükség esetén felvállalja a konfliktust. A csoport itt nem elsősorban személyes kapcsolatokon alapuló, támogató társaságot, hanem emberek olyan érdekközösségét jelenti, akik a (helyi) közélet szereplőivé válnak és közös céljaik elérése érdekében formális vagy informális szervezeteket hoznak létre. A közösségszervező pedig az a szakember, aki ilyen szervezetek megalakulását segíti, létezésüket támogatja. A közösségszervezők kampányok vezetésében, koalíciók építésében és az aktív tagok, ún. közösségi vezetők képzésében nyújtanak támogatást.

## A közösségszervezés értékirányultsága és eszközrendszere
A közösségszervezés központi fogalma a hatalom, mely egy bizonyos cél elérésének képességét jelenti. A hatalom tehát alapvetően semleges, attól függően teszi a cselekvőt igazságossá vagy korrupttá, hogy az hogyan használja a változtatásra kapott képességet. A közösségszervezők szerint az előremutató társadalmi változások érdekében egyenlőbbé kell tenni a szolgáltatásokhoz és az erőforrásokhoz (egészségügy, közlekedés, lakhatás, munkahelyek, oktatás stb.) való hozzáférést, és a kevesebb hatalommal rendelkező csoportokat képessé kell tenni céljaik elérésére. Ez hatással van a közügyekre, így a közösségszervező folyamat politikai cselekvés.
Mivel társadalmi berendezkedésünkben a tehetősebbeknek lejt a pálya, egy igazságosabb együttéléshez egyenlő esélyeket biztosító politikai döntések szükségesek. Amennyiben a döntéshozók többsége nem támogatja ezt a víziót, a csoportoknak meg kell tudniuk mutatni, hogy az általuk képviselt ügyek sok embernek fontosak. Céljaik elérése érdekében információnyújtással és mozgósítással társadalmi bázisépítést végeznek, hogy mind anyagi, mind politikai, mind erkölcsi tőkéhez juthassanak, ezzel növelve hatalmukat, azaz a közügyek befolyásolására alkalmas képességüket. Erre különösen széles és kreatív eszközkészlet áll rendelkezésre. Ha tárgyalásos úton nem sikerül elérniük a céljukat, akkor az eredményes bázisépítést követően különböző eszközökkel és a nyilvánosság bevonásával tudnak nyomatékot adni céljaiknak, mint pl. petíció, tömeges levélírás vagy telefonálás, számadó gyűlések szervezése, performansz, flashmob (villámcsődület), installáció, közmeghallgatás, stratégiai perek, online eszközök, demonstráció vagy akár az erőszakmentes polgári engedetlenség.
A közösségszervezés folyamatának egyik távlati célja, hogy hosszú távú célokkal és belső szervezeti felépítéssel, valamint saját hagyományokkal rendelkező és valós társadalmi változásokat elérő szervezetek jöjjenek létre, melyek erősítik és megújítják a demokratikus intézményrendszert. Ezek az informális vagy formálisan bejegyzett szervezetek igyekeznek demokratikus és társadalmi igazságosságon alapuló céljaikat saját működésükben is megvalósítani. Tehát az általuk hirdetett egyenjogúságot kiegészítik olyan folyamatokkal, amelyek az eltérő társadalmi pozíciójuk okán kevesebb lehetőséggel, tudással, önbizalommal stb. rendelkező csoporttagokat is képessé teszik (empowerment) a döntéshozatalban és egyéb jelentős szerepekben való tényleges részvételre, hogy képviselhessék a közös csoportérdeket.
A tagság típusa alapján a létrejövő csoportok több fajtáját különítjük el: amennyiben a tagok magánemberek, akkor alulról szerveződő (grassroots) csoportról beszélhetünk; míg ha a résztvevő tagok szervezeteket (civil szervezeteket, közintézményeket stb.) képviselnek, akkor intézményi alapú (broad-based) közösségszervezésről beszélünk. A szomszédság alapú közösségszervezésben a közösségszervező a különböző szomszédságokban keresi a leendő tagokat, tárja fel a szomszédság számára fontos ügyeket, facilitálja a csoportalapítást, a nyomásgyakorlást, a közösségi tanulást, majd a létrejött szomszédsági alapú szerveződések között az összefogást. A hit alapú (faith-based) közösségszervezésben a közösségszervező a társadalmilag inaktív, illetve széthullott gyülekezeteket szervezi élő és befogadó hitközösségekké, vagy akár a felekezeteken átívelő együttműködésüket segíti egy bizonyos társadalmi ügyben. Az ügy alapú közösségszervezés pedig egyrészt lehet olyan embereknek a megszervezése, akik egy ügyben (lakhatás, egészségügy stb.) személyesen érintettek, de nem egy szomszédságban laknak, és nem is ugyanazon intézmény vagy gyülekezet tagjai. Jelentheti továbbá többféle típusú (szomszédsági alapú, gyülekezeti alapú, intézményi alapú, ügy alapú) csoport összefogásának megszervezését.
A közösségszervező nem a semmiből kezd el építkezni: támaszkodik a korábbi vagy futó kezdeményezésekre, szervezetekre, ezek vezetőire, illetve tagságára, vagy adott esetben kiforratlan szerveződési formákra, olyan struktúrára, ami megragadhatóvá teszi a közösséget.

## Mi nem közösségszervezés?
Segíthet a közösségszervezés meghatározásában és megértésében, ha kijelentjük, hogy mi választja el a valamilyen szempontból hasonló megközelítésektől.
- A szociális ellátás, bár a társadalmilag hátrányos helyzetűek támogatására hivatott, de a közösségszervezéssel szemben egyéni célokra és egyéni cselekvésekre koncentrál. A közösségszervezés során gyakran jelenik meg célként egy igazságosabb szociális ellátás.
- A jogvédelem során, bár gyakran hasonló emancipatorikus célok vezérlik, mint a közösségszervezést, egy jogász képviseli az érintettet, míg a közösségszervezésben alapvető fontosságú, hogy a problémával közvetlenül érintettek csoportosan képviseljék a saját érdekeiket. A közösségszervezés során a stratégiai pereket nyomásgyakorló eszközként használhatja a közösség.
- A mozgalmak számos, hasonló értékrendet valló magánszemélyek és szervezetek csoportosulásai egy közös társadalmi cél érdekében. A sikeres társadalmi mozgalmakhoz szükség van közösségszervezésre, de nem minden közösségszervező folyamat végén alakul ki mozgalom. A kettő együtt adhat struktúrát a képlékenyen alakuló tömegmozgásoknak.
- A közösségfejlesztés szintén közösségi összefogást épít a közösségszervezéshez hasonló eszközökkel, de a helyi problémák megoldásának érdekében hangsúlyosabb a résztvevők saját erőforrásainak a kiaknázása, mint a hatalmi egyenlőtlenségek megváltoztatása.[6]
- Az utóbbi években számos egyetemen indult ún. „közösségszervező” szak, azonban ez tematikájában nem fedi a közösségszervezés hazai módszertanát.[7]
- Bár számos szélsőjobboldali mozgalom és csoport alkalmaz a közösségszervezéshez hasonló eszközöket, de mivel ezek kirekesztő értékrendszerük tekintetében teljes mértékben eltérnek tőle, ezért fogalmilag nem tartoznak a közösségszervezéshez.

## Magyar történet
A hazai közösségszervezés egyik gyökereként fontos megemlíteni a közel három évszázadnyi múltra visszatekintő szakszervezeti mozgalmat, mely kifejezetten a munkáltatói szektorhoz kapcsolódó problémákat igyekszik a közösségszervezéséhez hasonló eszköztárral megoldani.
Másik fontos társszakma a közösségfejlesztés, mely hazánkban több évtizedes múltra tekint vissza. Ez a megközelítés a társadalmi változást szintén a helyi közösség megerősítésétől várja, azonban inkább a mindenkori hatalommal való együttműködést tartja szem előtt.

### Lakhatási mozgalom
Az alulról szerveződő, sokféle célú civil kezdeményezéseket tiltó és a törekvései ellenére mégis meglévő társadalmi egyenlőtlenségeket, a tabuként kezelt létező szegénységet, valamint osztálykülönbségeket a megnyilvánulásaiban tagadó Kádár-korszakot lezáró rendszerváltást követően, annak hatására felerősödő és kiélesedő szociális, morális és társadalmi problémákra válaszul jött létre többek között a hazai lakhatási mozgalom. A korai előfutároknak tekinthetőek a Szükséglakásbérlők Egyesülete, a Lakásbérlők és Lakók Egyesülete, Az Utca Embere Mozgalom, amelyek már nem aktívak. A lakhatási mozgalom ma is aktív szervezetei közül a közösségszervezéssel foglalkozó fő gócpontnak számító A Város Mindenkié (AVM), mely hajléktalan és lakásszegénységbe kényszerülve élő emberek, valamint szövetségeseik informális csoportja. Belőle nőtt ki a 2014-ben bejegyzett Közélet Iskolája alapítvány és az Utcáról Lakásba Egyesület majd a 2016-ban létrejött Utcajogász Egyesület. 2011-óta az AVM szervezi a minden év októberében megtartott Lakásmenetet. Az elmúlt években társszervezővé vált a szövetséges Társadalomelméleti Kollégium, 2023-tól pedig az Utcáról Lakásba Egyesület vette át a főszervező szerepét.

### Roma mozgalmak
A többségi társadalom részéről az életük számos területén tapasztalt súlyos diszkrimináció vezetett a hazai roma önszerveződésének létrejöttéhez, melynek talán legismertebb képviselője az Ide Tartozunk Egyesület - Roma Közösségi Hálózat. A mozgalom célja a rendszerszintű rasszizmus, mindennapos és módszeres elnyomás, valamint azok mindennapi megnyilvánulásai elleni fellépés, valamint a roma emlékezet és történelem formálása, hogy egy pozitív csoporttudat alapját képezhessék.

### LMBTQ mozgalom
Az 1956-os forradalmat követő megtorlás és konszolidáció idején, a Kádár-korszak elején 1961-ben elfogadott új büntető törvénykönyvben dekriminalizálták az azonos nemű emberek közötti szexuális kapcsolatot. (Előtte az 1880 óta érvényes Csemegi-kódex szerint egy évig terjedő börtönnel büntették a férfiak közötti viszonyokat.) A rendszerváltásig 1958-1989 között azonban a rendőrség és az állambiztonság megfigyelte és nyilvántartásba vette, elsősorban a meleg férfiakat. Zsarolás útján többeket ügynöknek szerveztek be.
A LMBTQ-mozgalom hazai adminisztratív elindulása az első civil szervezetként 1988-ban hivatalosan bejegyzett, Homérosz Egyesülethez kötődik. (Az állami jóváhagyást a hanyatló Kádár-korszak végén az országba begyűrűzött HIV pánik könnyítette meg.) Az elsősorban jogvédő és lelki segély szolgálatot működtető Háttér Társaság 1995-ben alakult meg. Az 1999-ben bejegyzett Labrisz Leszbikus Egyesület alapítói a többnyire az 1990-ben alakult Feminista Hálózat és az 1994-ben elindult NANE (Nők a Nőkért Együtt az Erőszak Ellen) feminista egyesületek korábbi aktivistái. A Labrisz 2005 óta rendezi meg minden év novemberében a LIFT – Leszbikus Identitások Fesztiváljat. 2002-ben alakult meg az edukáció mellett a közösségszervezést legfőbb profiljának tekintő Szimpozion Egyesület, amely rendezvényeivel és különféle programjaival azóta is töretlenül igyekszik nem csupán a cisznemű meleg és biszexuális irányultságú férfiakból álló közönséget megszólítani. 2001 óta a Labrisszal közösen vitte a folyamatosan fejlődő Melegség és Megismerés iskolai tájékoztató programot. (Hasonló, diákokat felvilágosító és felvilágosító célú tevékenységgel működik a Haver Alapítvány, amely a zsidókat, az Uccu Alapítvány a romákat sújtó előítéleteket, a NANE Szívdobbanás projektje pedig a a nők elleni erőszakkal kapcsolatos téves és ártalmas sztereotípiakat igyekszik csökkenteni az őket meghívó közoktatási/köznevelési intézményekbe.)
2011-ben sikerült bejegyezni az informálisan már korábban is működő Transvanilla Transznemű Egyesületet. A NANE-hoz szorosan köthető Patent Egyesület (Patriarchátust Ellenzők Társasága) női jogvédő szervezet 2006-ban alakult. 2018-ban kezdte meg működését a transznemű emberek egy csoportjából összeállt Prizma közösség, a többszerelműséggel foglalkozó Poliamoria Magyarország és a Magyar Aszexuális Közösség. A sokféle tematikus LMBTQ szervezet munkáját 2009 óta a Magyar LMBT Szövetség koordinálja és fogja össze. Az 1992-től félreeső helyszínekre, diszkréten szervezett Pink Piknikek után az 1997 szeptembere óta folyamatosan egyre növekvő létszámú, több tízezres tömegeket megmozgató Budapest Pride felvonulásokat a 2001-ben alapított Szivárvány Misszió Alapítvány szervezi. (2008 és 2018 között vonultak kordonok közé zárva a menetek. 2018-tól egy hónaposra bővült a fesztivál színes programkavalkádja, amelybe már a szárnyaikat bontogató vidéki szervezeteket is igyekszik a bevonni a Budapest Pride.)
A 2013 óta minden év februárjában megrendezett LMBT Történeti Hónapot a Háttér Társaság, a Labrisz és a Szimpozion közösen szervezi. Az első Budapesten kívüli LMBTQ felvonulásra Pécs városában, 2021 szeptemberében került sor.

### Feminizmus
Magyarországon 1945-1956 között a felülről irányított állami Magyar Nők Demokratikus Szövetsége, 1957-től 1989-ig pedig a Magyar Nők Országos Tanácsa (a korabeli köznyelvben: a "Nőtanács") volt hivatott "kirakatszervezetként" elvileg a nők érdekeit képviselni. Valódi érdekképviselet gyakorlatilag nem volt.
Az 1989-es rendszerváltozás után 1990-ben alakult meg a Feminista Hálózat, ami jelenleg inaktív. 1991-óta minden évben megrendezik a 16 Akciónap nevű eseménysorozatot. Az 1981-ben bevezetett nők elleni erőszak megszüntetésének világnapjaval kezdődik november 25-én. Aznap a NANE Egyesület a Néma Tanúk nevű csendes felvonulással emlékezik a nők elleni erőszak áldozataira. A 16 Akciónap december 10-ével az Az emberi jogok világnapjaval zárul. 1994-ben elindult az önszerveződő NANE (Nők a Nőkért Együtt az Erőszak Ellen), amely elsősorban a A nemi erőszak kultúrája eredményeként a nőket sújtó rendszerszintű erőszak áldozatainak segítésén, valamint annak ártalmainak csökkentésén dolgozik. Telefonos lelkisegély szolgálatot működtet és az erőszakot túlélő nőknek rendszeresen önsegítő és önbecsülés növelő csoportokat, eseményeket szervez. (A Szívdobbanás nevű projektjük pedig a a nők elleni erőszakkal kapcsolatos téves és ártalmas sztereotípiakat igyekszik csökkenteni az őket meghívó közoktatási/köznevelési intézményekbe, középiskolákba, egyetemekre. .) 1999-ben alakult meg az előbbi két szervezet tagjaiból a Labrisz Leszbikus Egyesület. Deklarált céljuknak tekintik a cisznemű és transznemű, leszbikus és a biszexuális nők önelfogadásának és láthatóságának erősítését és a szélesebb társadalommal folytatott dialógusukat. Az őket sújtó előítéletek hatékony oldását különböző publikációkon, ismeretterjesztésen és az egyesület iskolai programján keresztül. (Melegség és megismerés a neve, amit 2001 óta közösen végeznek a Szimpozion Egyesülettel. Folyamatosan fejlődő pedagógiai módszertana nagyban hasonlít a NANE Szívdobbanás projektjéhez.) 2003-ban - az esélyegyenlőségi törvény hatályba helyezésének évében - alakult meg a hazai női mozgalmak munkáját összefogó ernyőszervezetként a Magyar Női Érdekérvényesítő Szövetség (Röviden: Női Érdek). A NANE-hoz szorosan köthető Patent Egyesület (Patriarchátust Ellenzők Társasága) női jogvédő szervezet 2006-ban alakult, amely főleg női jogvédelemmel és mellette a "Kapcsolódj be!" programjukkal társadalmi érzékenyítéssel is foglalkozik. A 2009 óta működő, hivatalosan 2013-ban bejegyzett Nőkért Egyesület célja a társadalmi nemek, valamint a nőkkel szembeni erőszak és a szexizmus elleni küzdelem. Egyedüli civil szervezetként kiemelt tevékenysége a feminista mozgalmak és a nőtörténelem akadémiai szintű kutatása.
Az áldozathibáztatás csökkentésével és a jogi védelemmel foglalkozó Nem tehetsz róla, tehetsz ellene (NTRTE) Alapítvány 2014-ben alakult és 2021-ben jegyezték be.
2018 nyarán alakult a szociáldemokrata szemléletű Nők Egymásért Mozgalom, amely elsősorban közösségszervezéssel és tudatosságnöveléssel foglalkozik.

## Közelmúlt
A 2010-es évek elején indult el a hazai közösségszervezési mozgalom progresszív - a 2010 óta jobboldali kormány autoriter és civil ellenes megnyilvánulásaival szemben változóan éles rendszer- és társadalomkritikus - hulláma, mely részben a közösségfejlesztésben jártas szakemberek politikai kontextusváltozásra adott válasza volt, részben pedig az (állami oktatási szektorban 2011-ben történt drasztikus pénzügyi forráskivonásra reakcióként) 2011-2013 körül legaktívabb Hallgatói Hálózat diákmozgalmi szervezet által is sikeresen alkalmazva, az emberi jogi aktivizmus azon radikális szemléletváltása, hogy a társadalmi problémák által érintett embereket az elitizmus helyett, az ő közvetlen közreműködésükkel be kell vonni az őket érintő problémák megoldásának folyamatába. Ez az alapja a bázisdemokratikus, konszenzusos döntéshozatalon alapuló működésnek. A folyamatot katalizálta még egy nemzetközi csereprogram is, mely során több tucat hazai közösségi aktivista és szakember tölthette szakmai gyakorlatát egyesült államokbeli közösségi szervezeteknél és az ottani szakmai mentorok is ellátogattak Európába. Ezen mozgalom két fontos koordináló szervezete a Civil Kollégium Alapítvány (CKA), valamint a Magyar Szegénységellenes Hálózat volt kezdetben.
2015 óta a CKA az ország számos helyszínén aktív közösségi szerveződéseknek ad tanácsot, valamint szakmai és anyagi támogatást, továbbá erőforrásközpont szerepet is betölt. Mellette a Közélet Iskolája szervez még rendszeresen tematikus képzéseket, amelyek a közösségszervezés főbb lépéseinek elsajátítását segítik. Számos magyar civil szervezet munkáját tették már hatékonyabbá és segítették elé működésük társadalmilag hasznosabbá tételét.

## Külföldi gyökerek

### Amerikai Egyesült Államok
A közösségszervezés amerikai hagyománya nagyban támaszkodik a 19. század végi settlement-mozgalom tapasztalataira. A közösségszervezés (community organizing), mint irányzat megalkotását sokan Saul Alinsky nevéhez kötik, aki Chicago városának Back of the Yards negyedében végzett közösségszervező tevékenységet, a főbb céljait és stratégiáit „A civil szervezkedés kiskátéja” c. könyvében foglalta össze 1946-ban. Az általa alapított Industrial Areas Foundation továbbra is meghatározó szervezete a közösségszervezésnek.
Az 1950-es évek közepétől a fekete polgárjogi mozgalom, majd az 1960-as évektől a feminista és a melegjogi mozgalmak is sok aspektusát használták fel a szomszédsági szerveződések tapasztalatainak. Ezen időszak alatt erősödött meg a felszabadítási teológia alapján a szegény hívőkért küzdő kisegyházak közösségszervező tevékenysége is.
A 20. század második felében felgyorsult urbanizációs és városfejlesztési folyamatok hatására meggyengült nagyvárosi közösségek új kihívások elé állították a közösségszervezést. Ekkor erősödött meg az alulról szerveződő közösségszervezés, hiszen új közösségeket kellett létrehozni a változó összetételű szomszédságokban. Emellett létrejöttek a közösségszervezést szövetségi szinten képviselő és támogató további ernyő- és képzőszervezetek is, mint pl. az ACORN, Gamaliel Foundation vagy a Midwest Academy.

### Egyesült Királyság
Az 1990-es évektől terjedt el a közösségszervezés a szigetországban. Jelentős szervezetek jöttek létre mind az intézményi alapú (broad-based), mind az alulról jövő megközelítés alkalmazásával, pl. Citizens UK, ACORN UK, Living Rent. Sikeres kampányokat folytattak a 2012-es londoni olimpia negatív hatásaival, valamint lakásbérleti szektor problémáival kapcsolatban, de fontos számadó gyűléseket szerveztek több helyi polgármester-választás és a 2010-es parlamenti választás során is. Helyi sajátosságnak tekinthető, hogy 2011 óta kormányzati program keretében támogatják a közösségszervezők képzését, mert az eredetileg liberális-konzervatív, majd konzervatív kormányzat a kisközösségek kezébe kívánja adni a helyi szolgáltatások, valamint intézmények irányítását.

### Közép- és Kelet-Európa
Közép- és Kelet-Európába a szabadpiaci rendszerváltást követően csak később, a 2000-es évekre jutott el jelentős mértékben a közösségszervezés szemlélete. A központosított szocialista államirányítás miatt meggyengült civil szektor intézményei iránti állampolgári bizalmatlanság miatt itt inkább az alulról jövő közösségszervezés terjedt el.
A térség jelentős közösségszervezéssel foglalkozó szervezetei pl. a Bona Fides és a Common Thing Foundation (Lengyelország), a CKO (Szlovákia), a Ce-Re és Policy Center for Roma and Minorities (Románia), valamint Forum Community Organizing (Németország). (A magyar közösségszervezéssel foglalkozó szervezetekről lásd fent.)
Ezen szervezetek magyar társaikkal és továbbiakkal közösen tagjai a European Community Organizing Network (Európai Közösségszervező Hálózat) nevű, 2008-ban alapított hálózatnak, mely szakmai konferenciákkal, tanácsadással és munkacsoportokkal, valamint forrásszervezéssel és koordinációval foglalkozik. A hálózatnak összesen 11 országban közel 30 szervezet tagja.